# Alberto Iñurrategi
Alberto Iñurrategi Iriarte (3. studenoga 1968.) je baskijsko-španjolski planinar iz Aretxabalete, Gipuskoa, Baskija (Španjolska), Godine 2002., postao je drugi Španjolac i Bask (nakon Juanita Oiarzabala) i 10. osoba koja se popela na 14 planinskih vrhova viših od 8.000 tisuća metara.
Imao je 33 godine kada se popeo na svih osamtisućnjaka čime je postao najmlađa osoba koja se popela na svih 14 vrhova. Na 12 vrhova se popeo s bratom Felixom koji je poginuo pri silasku s Gasherbruma II. Iñurrategi se popeo na vrhove u alpskom stilu pomoću nekoliko redaka ili Šerpa i bez kisika u bocama što ga čini četvrtom osobom koja se popela na svih 14 vrhova, bez boce kisika. U suradnji s drugim penjačima je producirao nekoliko penjačkih dokumentaraca kao što su Annapurna: Sueño y vacío, Gure Himalaya i Hire Himalaya.

## Usponi
- 30. rujna 1991.: Makalu (8485 m)[1]
- 25. rujna 1992.: Mount Everest (8848 m)[2]
- 24. lipnja 1994.: K2 (8611 m)[3]
- 11. rujna 1995.: Cho Oyu (8188 m)[1]
- 27. rujna 1995.: Lhotse (8516 m)[1]
- 6. svibnja 1996.: Kangchenjunga (8586 m)[4]
- 11. listopada 1996.: Shishapangma (8027 m)[5]
- 13. srpnja 1997.: Broad Peak (8051 m)[1]
- 23. svibnja 1998.: Dhaulagiri (8167 m)[1]
- 29. srpnja 1999.: Nanga Parbat (8125 m)[6]
- 25. travnja 2000.: Manaslu (8163 m)[1]
- 28. srpnja 2000.: Gasherbrum II (8034 m)[1]
- 08. srpnja 2001.: Gasherbrum I (8080 m)[7]
- 16. srpnja 2002.: Annapurna (8091 m)[1]